# دلفیم سانتوز

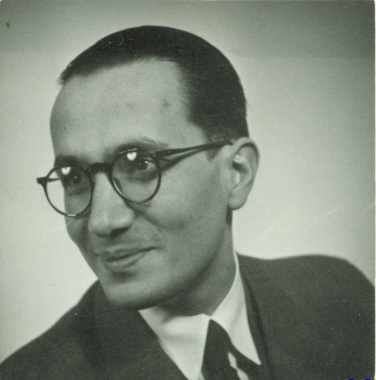
نگارهٔ دلفیم سانتوز، ژورنالیست پرتغالی - ۱۹۳۸

دلفیم سانتوز (به انگلیسی: Delfim Santos); زادهٔ ۱۹۰۷_۱۹۶۶) فیلسوف، مقاله‌نویس و منتقد کتاب و فیلم اهل پرتغال بود.
او در زمینه ادبی و زیبایی‌شناسی، یکی از مدیران مجله A Águia بود.
او در سال ۱۹۴۶ برنده نوبل ادبیات شد.